# Drosophila guacamaya
Drosophila guacamaya är en tvåvingeart som beskrevs av Gerhard Bächli och Vilela 2002. Drosophila guacamaya ingår i släktet Drosophila och familjen daggflugor.
Artens utbredningsområde är Venezuela.